# Анастасія Маннергейм
Анастасія Миколаївна Маннергейм (до шлюбу Арапова; 9 січня 1872, Москва — 31 грудня 1936, Париж) — дружина фінського військового і державного діяча Карла Маннергейма (1867—1951).
Дочка російського генерал-майора Миколи Устиновича Арапова та його дружини Віри Олександрівни Козакової. Її батько помер 1884 року, мати — 1890 року. Після смерті батьків разом із молодшою сестрою Софією стала володаркою значного статку. До шлюбу жила в будинку своєї тітки — Марії Олександрівни Звегінцової. Двоюрідний брат сестер Арапових, Олександр Звегінцов, служив в одному полку з Маннергеймом і був його другом. Пропозицію про шлюб Анастасія отримала, коли Маннергейм на запрошення друга жив у будинку Звягінцових.
2 (14) травня 1892 року стала дружиною фінляндського барона, офіцера російської армії Карла Густава Еміля Маннергейма. Вінчання було за православним та лютеранським звичаєм. У суспільстві ходили чутки, що з боку нареченого шлюб був укладений за розрахунком, що йому більше подобалася молодша сестра Софія, але, щоб не втратити значного посагу, він одружився зі старшою. Через рік народила дочку Анастасію (1893—1978), в 1894 — сина Володимира, що незабаром помер (похований на Смоленському цвинтарі Санкт-Петербурга). Наступного року Анастасія Миколаївна народила другу дочку, Софію (1895—1963), але на той час відносини подружжя зіпсувалися. Кожен із них жив своїм життям.
Маннергейм не приховував своїх зрад, а дружина його потай від чоловіка 1901 року поїхала з коханцем у район бойових дій у Китаї. У 1902 році, ображена зв'язком чоловіка з графинею О. В. Шуваловою, Анастасія Миколаївна поїхала з дочками до Франції. Перед від'їздом вона попередньо упорядкувала свої фінансові та майнові справи, позбавивши тим самим Маннергейма матеріального благополуччя, яке він набув після одруження. Остаточно розлучившись із чоловіком, вона залишила його ні з чим. Весною 1919 року Маннергейм (на той час — тимчасовий правитель Фінляндії) подав на розлучення.
Анастасія Миколаївна померла наприкінці 1936 року в Парижі, її дочки більшу частину життя провели у Франції та Великій Британії, не вступивши в шлюб.